# Semiothisa isabelae
Semiothisa isabelae är en fjärilsart som beskrevs av Frederick H. Rindge 1973. Semiothisa isabelae ingår i släktet Semiothisa och familjen mätare. Inga underarter finns listade i Catalogue of Life.